# Claude Bardel
Pour les articles homonymes, voir Bardel.
Claude Bardel, né le 21 février 1851 à Thiers et mort le 16 février 1926 à Sées, est un prélat catholique français, d'abord évêque auxiliaire de Bourges (1894-1897) puis évêque de Séez de 1897 à sa mort.    

## Biographie
Issu d'une famille de la petite bourgeoisie auvergnate, Claude Bardel naquit le 21 février 1851 à Thiers. Aîné d'une fratrie de quatre enfants, il fut le seul fils qu'eurent Antoine Bardel (1816-1887) et Claudine Lhéraud (1823-1884).    
Eux-mêmes issus de familles modestes et foncièrement chrétiennes, les Bardel étaient pieux et pratiquaient régulièrement les sacrements. Ils offrirent donc tout naturellement à leurs enfants une éducation catholique, s'attachant à leur transmettant le respect de la religion et la foi en Dieu.   
Ayant d'ailleurs un oncle paternel, curé de la paroisse Saint-Nicolas-des-Biefs, au diocèse de Moulins, le jeune garçon grandit dans un environnement qui lui permit très tôt de découvrir sa vocation sacerdotale. Aussi, à l'âge de dix ans, il entra au collège ecclésiastique de Billom, à une trentaine de kilomètres de Thiers, afin d'y faire ses humanités, puis, à l'issue de ses études secondaires, il fut reçu au Grand Séminaire de Clermont.   

### Dans l'ombre de Jean-Pierre Boyer
Ordonné prêtre le 30 novembre 1874 pour le diocèse de Clermont par Féron, son évêque le mandata d'abord comme missionnaire diocésain avant qu'il ne soit choisi, en 1879, comme secrétaire particulier de son successeur, Jean-Pierre Boyer (cardinal). Appelé ensuite à être secrétaire général de l'évêché en 1883, il devint vicaire général le 21 octobre 1891.
Jean-Pierre Boyer étant transféré à l'archevêché de Bourges le 19 janvier 1893 et installé le 14 mars suivant, il demanda alors à l'abbé Bardel de le suivre en Berry. Il fut nommé son auxiliaire le 3 mars et préconisé évêque titulaire de Paros (de) le 18 mai 1894. Il fut sacré à la cathédrale de Bourges le 1er août suivant par Jean-Pierre Boyer, assisté de Grimardias, évêque de Cahors et de Firmin-Léon-Joseph Renouard, évêque de Limoges. A cette occasion, il choisit comme devise épiscopale « Caritate Solamen » (La consolation par la charité),.

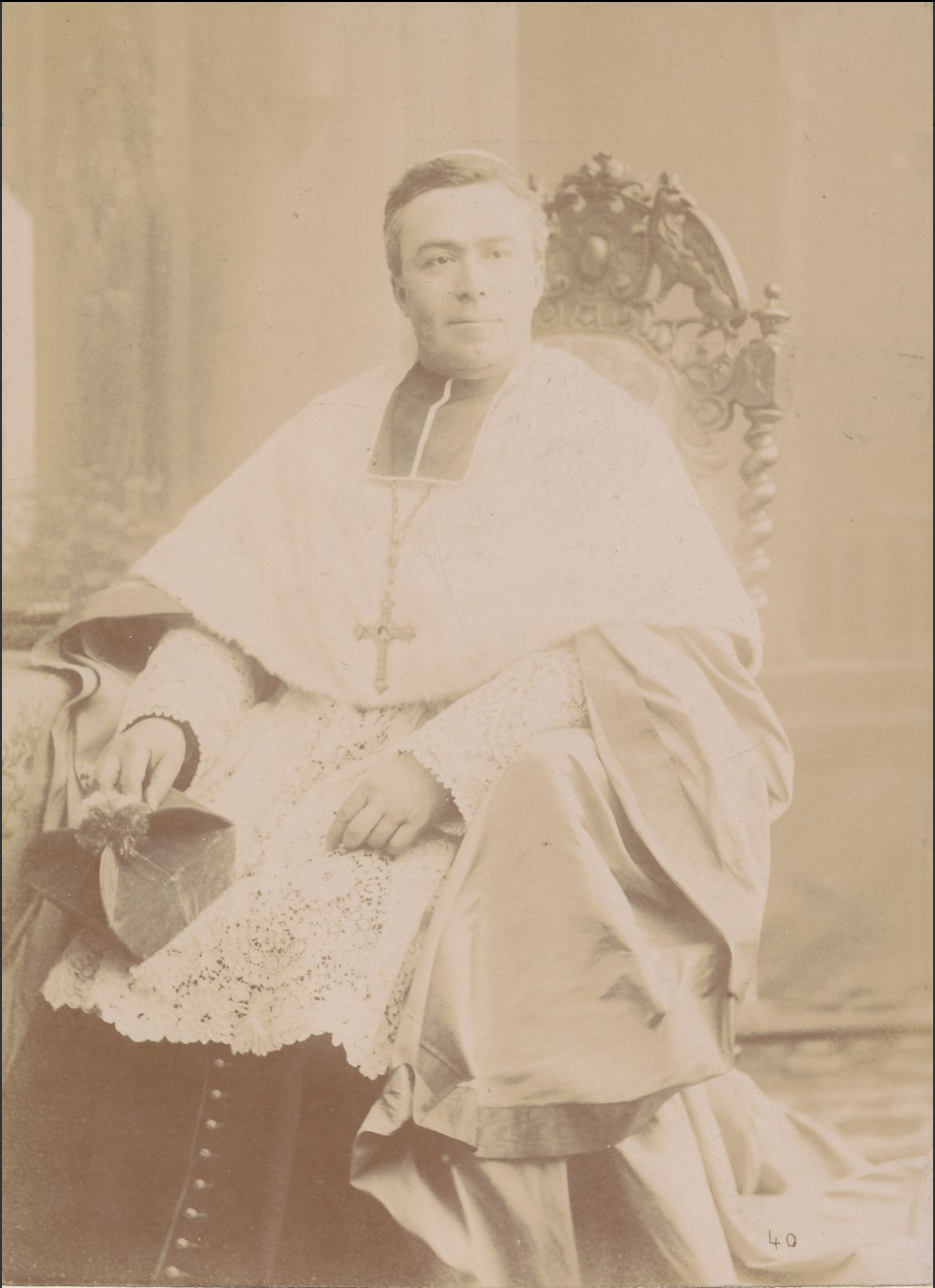
Claude Bardel, évêque auxiliaire de Bourges (août 1894)

Le cardinal Boyer mourut le 16 décembre 1896. Le 14 avril de l'année suivante, par décret présidentiel, Claude Bardel fut nommé à l'évêché de Séez, succédant à François-Marie Trégaro. Préconisé le 19 avril 1897, il prit possession de son siège épiscopal par procurateur le 25 juillet et fut intronisé le 29 du même mois en la cathédrale de Sées.

### Soixante-dix-huitième évêque de Séez
Animé d'un inflexible sens du devoir, Claude Bardel tenta toujours, dans la mesure du possible, d'adopter les méthodes de la conciliation. Il fit tout pour ne pas envenimer les relations difficiles qu'entretenaient alors l'Église et la République française (ce que Georges Clémenceau appela le « discordat ») à l'aube du XXe siècle. A cette fin, il devint d'ailleurs lui-même « l'évêque le plus parfaitement concordataire ». Pour autant, il protesta vigoureusement auprès des autorités françaises après la promulgation de la loi du 1er janvier 1901 dans ses dispositions prises à l'encontre des congrégations religieuses. Alors que l'épiscopat français s'était mobilisé face au danger qui menaçait le Concordat de 1801, Claude Bardel fut l'un des instigateurs, avec Fulbert Petit, archevêque de Besançon, et Chapon, évêque de Nice, d'une pétition destinée aux deux chambres, signée par 72 évêques, dont le cardinal François-Marie-Benjamin Richard, archevêque de Paris.
Bien qu'ayant combattu la politique anticléricale du gouvernement Combes, Claude Bardel dut se résigner à accepter la séparation de l'Église et de l'État à la suite de la loi du 9 décembre 1905. Dans tout le diocèse commencèrent les inventaires des biens de l'Église, ce qui provoqua, comme ailleurs en France, des heurts parfois violents. Malgré ses protestations, l'évêque fut forcé de quitter le palais épiscopal et fut impuissant à empêcher le renvoi de ses séminaristes.
La rupture du Concordat et des relations diplomatiques avec le Saint-Siège portèrent aussitôt préjudice à l'Église. Pour autant, elle permit un nouvel élan apostolique, que s'efforça d'encourager l'évêque de Séez.

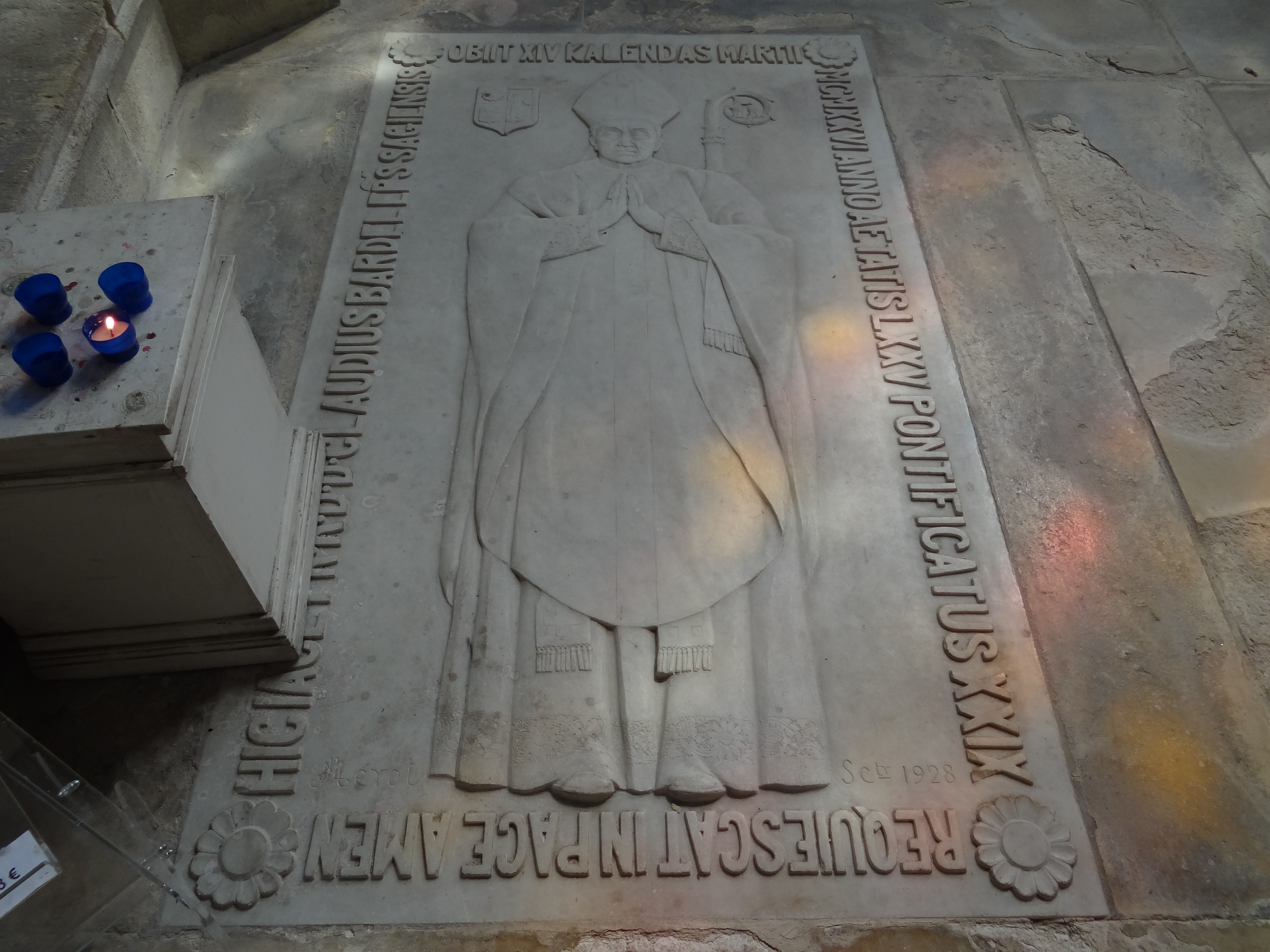
La tombe de Claude Bardel dans la chapelle Sainte-Madeleine de la cathédrale de Sées.

Claude Bardel mourut au soir du 15 février 1926, à Sées, après plus de 31 ans d'épiscopat, dont 28 à la tête du diocèse normand. Ses funérailles furent célébrées solennellement le 23 du mois en présence de 11 évêques et de plus de 400 prêtres. Afin de lui prêter un dernier hommage, toutes les communautés religieuses de son diocèse tinrent à faire le déplacement et pas moins de 6 000 personnes suivirent le convoi funèbre. Son corps fut inhumé dans la chapelle Sainte-Madeleine de la cathédrale de Sées. On peut y admirer la dalle funéraire réalisée en 1928, deux ans après sa mort.

## Succession apostolique
Claude Bardel a ordonné les évêques suivants :
- Évêque Théophile-Marie Louvard (1919)

## Œuvre

### Lettres pastorales de l'évêque de Séez[12]
- Quête le jour de l'Ascension en faveur des écoles normales d'instituteurs et institutrices catholiques, 20 avril 1912.
- Sur la mission de l'épouse dans la famille, et mandement sur le Carême, 6 janvier 1913.
- Lettre pastorale pour annoncer l'ouverture d'un petit séminaire à Séez, 1913.
- Sur la vocation sacerdotale, et mandement pour le Carême, 11 février 1914.
- Lettre pastorale prescrivant la pratique du mois du Sacré-Coeur et des prières pour la France dans toutes les paroisses, 23 mai 1915.

### Autres[12]
- Discours prononcé le 20 octobre 1898 à l'occasion de l'inauguration du buste de Le Vavasseur à Argentan, Sées : impr. Leguerney-Montauzé, 1898.
- Panégyrique de Marguerite de Lorraine, duchesse d'Alençon (prononcé dans la chapelle des carmélites d'Alençon le 11 novembre 1898), Sées : impr. Leguerney-Montauzé, 1898.
- Lettre circulaire de l'évêque de Séez, retraites du mois, Sées : impr. Leguerney, 1911.

- Statuts synodaux du diocèse de Séez publiés dans le synode de 1924, Flers : typ. E. Frecour, 1925.
- Officia propria insignis ecclesiae sagiensis, ass. DD.N.N. Pio X et Benedicto XV, Turonibus : A. Mame, 1925.

## Armes
Parti : au 1 coupé de gueules à la marguerite d'argent au cœur d'or, et d'or au gonfanon de gueules frangé de sinople chargé des mots Dieu li volt d'argent qui est d'Auvergne; au 2 d'azur à une Sainte-Agnès d'argent tenant une palme de sinople de la dextre terrassée de sinople, ayant deux moutons d'argent à ses pieds, à la bordure engreslée de gueules. En cimier : une hostie avec croix pattée entre une branche de vigne et des épis.